# Северный (Гомельская область)
Северный (бел. Северны) — посёлок в Коммунаровском сельсовете Буда-Кошелёвского района Гомельской области Белоруссии.

## География

### Расположение
В 17 км на юго-восток от Буда-Кошелёво, 6 км от железнодорожной станции Уза (на линии Жлобин — Гомель), 23 км от Гомеля.

## Транспортная сеть
Транспортные связи по просёлочной дороге, затем по шоссе Довск — Гомель. Застройка деревянными домами усадебного типа.

## История
Основан в начале XX века переселенцами с соседних деревень. В 1926 году в Особинском сельсовете Уваровичского района Гомельского округа. В 1929 году жители посёлка вступили в колхоз. В 1959 году в составе межхозяйственного предприятия «Особино» (центр — посёлок Коммунар).

## Население

### Численность
- 2004 год — 4 хозяйства, 4 жителя.

### Динамика
- 1926 год — 17 дворов, 75 жителей.
- 1959 год — 81 житель (согласно переписи).
- 2004 год — 4 хозяйства, 4 жителя.